# Aného
Aného is een stad in Togo in de regio Maritime. Het is de hoofdplaats van de prefectuur Lacs. Aného telde in 2010 24.891 inwoners.
De stad is gelegen aan een lagune aan de Baai van Benin op 15 km ten oosten van Agbodrafo. Het is de hoofdstad van het volk Guin-Mina.
Aného was in het verleden bekend als Petit-Popo of Anécho. De plaats werd in de 17e eeuw gesticht door Ane die vanuit Elmina op de vlucht waren voor Ashanti. De plaats ontwikkelde zich als handelscentrum waar ook slaven werden verhandeld. Het was van 1886 tot 1897 de eerste hoofdstad van de Duitse kolonie Togoland. Ook nadat de Duitsers verdreven waren, was het tussen 1914 en 1919 de hoofdstad van Togo.
De stad is sinds 1994 de zetel van het rooms-katholieke bisdom Aného.